# Identitat notable
Una identitat notable (o igualtat notable) és aquella identitat àmpliament utilitzada per operar. La seva aplicació ens permet un estalvi de temps al realitzar algunes operacions.
En certs entorns acadèmics, "productes notables" és el nom sota el qual s'agrupen aquelles multiplicacions d'expressions algebraiques el resultat de les quals pot ser escrit per simple inspecció, sense verificar-ne la multiplicació i que compleixen certes regles fixes. La seva aplicació, tal com hem dit en definir les identitats, simplifica i sistematitza la resolució de moltes multiplicacions habituals.
Cada producte notable correspon a una fórmula de factorització. Per exemple, la factorització d'una diferència de quadrats perfectes és un producte de dos binomis conjugats i recíprocament.

## Demostració geomètrica
Utilitzar variables, en aquest cas lletres, per referir-se amb un caràcter general o a la mesura de conceptes geomètrics, com el costat o l'àrea d'una figura, permet deduir les relacions algebraiques. Les més utilitzades són les següents: (aquestes són les demostracions visuals i davall de cada una hi ha la seva fórmula corresponent)

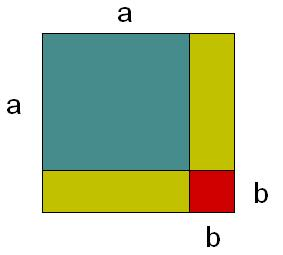
(a + b)² = a² + 2ab + b²
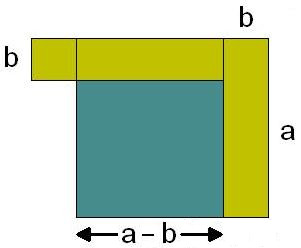
(a - b)² = a² - 2ab + b²
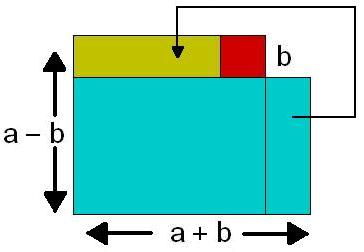
(a + b)(a – b) = a² – b²

## Demostració analítica
Les identitats notables més freqüents, i més fàcils d'obtenir analíticament, són el quadrat i el cub d'una suma i d'una diferència i el producte d'una suma per una diferència, que tot seguit es demostren:
- {\displaystyle (a+b)^{2}=(a+b)\cdot (a+b)=a\cdot a+a\cdot b+b\cdot a+b\cdot b=a^{2}+2ab+b^{2}}

- {\displaystyle (a-b)^{2}=(a-b)\cdot (a-b)=a\cdot a-a\cdot b-b\cdot a+b\cdot b=a^{2}-2ab+b^{2}}

- {\displaystyle (a+b)\cdot (a-b)=a\cdot a-a\cdot b+b\cdot a-b\cdot b=a^{2}-b^{2}}

- {\displaystyle {\begin{aligned}(a+b)^{3}&=(a+b)^{2}\cdot (a+b)=(a^{2}+2ab+b^{2})\cdot (a+b)=\\&=a^{2}\cdot a+a^{2}\cdot b+2ab\cdot a+2ab\cdot b+b^{2}\cdot a+b^{2}\cdot b=\\&=a^{3}+a^{2}b+2a^{2}b+2ab^{2}+b^{2}a+b^{3}=a^{3}+3a^{2}b+3ab^{2}+b^{3}\\\end{aligned}}}

- {\displaystyle {\begin{aligned}(a-b)^{3}&=(a-b)^{2}\cdot (a-b)=(a^{2}-2ab+b^{2})\cdot (a-b)=\\&=a^{2}\cdot a-a^{2}\cdot b-2ab\cdot a-2ab\cdot \left(-b\right)+b^{2}\cdot a+b^{2}\cdot \left(-b\right)=\\&=a^{3}-a^{2}b-2a^{2}b+2ab^{2}+b^{2}a-b^{3}=a^{3}-3a^{2}b+3ab^{2}-b^{3}\\\end{aligned}}}

## Exemple
- {\displaystyle 49x^{2}+14x+1}

Aquesta expressió és exactament igual a la següent:
- {\displaystyle (7x+1)^{2}}

Es pot demostrar:(Aplicant el quadrat d'una suma o sigui):
- {\displaystyle (a+b)^{2}=a^{2}+2ab+b^{2}}

- Substituint quedaria {\displaystyle (7x+1)^{2}=(7x)^{2}+2*7x*1+1^{2}}

- Al final seria {\displaystyle 49x^{2}+14x+1}

## Factor comú

Representació gràfica de la regla defactor comú

El resultat de multiplicar un binomi a + b amb un terme c s'obté aplicant la propietat distributiva:
{\displaystyle c(a+b)=ca+cb\,}
Aquesta operació té una interpretació geomètrica il·lustrada a la figura. L'àrea del rectangle és
{\displaystyle c(a+b)\,} (el producte de la base per l'altura), que també es pot obtenir com la suma de les dues àrees acolorides (ca) i ( cb).
Exemple
{\displaystyle 3x(4x+6y)=12x^{2}+18xy\,}

## Binomi al quadrat o quadrat d'un binomi

Il·lustració gràfica delbinomi al quadrat.

Per elevar un binomi al quadrat (és a dir, multiplicar-lo per si mateix), se sumen els quadrats de cada terme amb el doble del producte d'ells. És a dir:
{\displaystyle (a+b)^{2}=a^{2}+2ab+b^{2}\,}
un trinomi de la forma: {\displaystyle a^{2}+2ab+b^{2}\;}, es coneix com a trinomi quadrat perfecte.
Quan el segon terme és negatiu, l'equació que s'obté és:
{\displaystyle (a-b)^{2}=a^{2}-2ab+b^{2}\,}
En ambdós casos el tercer terme té sempre signe positiu.
Exemple
{\displaystyle (2x-3y)^{2}=(2x)^{2}+2(2x)(-3y)+(-3y)^{2}\,}
simplificant:
{\displaystyle (2x-3y)^{2}=4x^{2}-12xy+9y^{2}\,}

## Producte de dos binomis amb un terme comú

Il·lustració gràfica del producte de binomis amb un terme comú

Quan es multipliquen dos binomis que tenen un terme comú, se suma el quadrat del terme comú amb el producte el terme comú per la suma dels altres, i al resultat s'hi afegeix el producte dels termes diferents.
{\displaystyle (x+a)(x+b)=x^{2}+(a+b)x+ab\,}
Exemple
{\displaystyle (3x+4)(3x-7)=(3x)(3x)+(3x)(-7)+(3x)(4)+(4)(-7)\,}
agrupant termes:
{\displaystyle (3x+4)(3x-7)=9x^{2}-21x+12x-28\,}
després:
{\displaystyle (3x+4)(3x-7)=9x^{2}-9x-28\,}

## Producte de dos binomis conjugats

Producte debinomis conjugats.

Dues  binomis conjugats  són aquells que només es diferencien en el signe de l'operació. Per multiplicar binomis conjugats, només cal elevar els monomis al quadrat i restar, obtenint una  diferència de quadrats 
{\displaystyle (a+b)(a-b)=a^{2}-b^{2}\,}
Exemple
{\displaystyle (3x+5y)(3x-5y)=\,}
{\displaystyle (3x)(3x)+(3x)(-5y)+(5y)(3x)+(5y)(-5y)\,}
agrupant termes:
{\displaystyle (3x+5y)(3x-5y)=9x^{2}-25y^{2}\,}
A aquest producte notable també se'l coneix com a suma per la diferència.

## Polinomi al quadrat

Elevant un trinomi al quadrat de forma gràfica

Per elevar un polinomi amb qualsevol quantitat de termes, se sumen els quadrats de cada terme individual i després s'hi afegeix el doble de la suma dels productes de cada possible parell de termes.
{\displaystyle (a+b+c)^{2}=a^{2}+b^{2}+c^{2}+2(ab+ac+bc)\,}
{\displaystyle (a+b+c+d)^{2}=a^{2}+b^{2}+c^{2}+d^{2}+2(ab+ac+ad+bc+bd+cd)\,}
Exemple
{\displaystyle (3x+2y-5z)^{2}=(3x+2y-5z)(3x+2y-5z)\,}
multiplicant els monomis:
{\displaystyle (3x+2y-5z)^{2}=3x\cdot 3x+3x\cdot 2y+3x\cdot (-5z)\,}
{\displaystyle +2y\cdot 3x+2y\cdot 2y+2y\cdot (-5z)\,}
{\displaystyle +(-5z)\cdot 3x+(-5z)\cdot 2y+(-5z)\cdot (-5z)\,}
agrupant termes:
{\displaystyle (3x+2y-5z)^{2}=9x^{2}+4y^{2}+25z^{2}+2(6xy-15xz-10yz)\,}
després:
{\displaystyle (3x+2y-5z)^{2}=9x^{2}+4y^{2}+25z^{2}+12xy-30xz-20yz\,}

## Binomi al cub o cub d'un binomi

Descomposició volumètrica del binomi al cub

Per calcular el cub d'un binomi, se suma: el cub del primer terme, amb el triple producte del quadrat del primer pel segon, més el triple producte del primer pel quadrat del segon, més el cub del segon terme.
{\displaystyle (a+b)^{3}=a^{3}+3a^{2}b+3ab^{2}+b^{3}\,}
Identitats de Cauchy: 
{\displaystyle (a+b)^{3}=a^{3}+b^{3}+3ab(a+b)\,}
Exemple
{\displaystyle (x+2y)^{3}=x^{3}+3(x)^{2}(2y)+3(x)(2y)^{2}+(2y)^{3}\,}
agrupant termes:
{\displaystyle (x+2y)^{3}=x^{3}+6x^{2}y+12xy^{2}+8y^{3}\,}
Quan l'operació del binomi és resta, el resultat és: el cub del primer terme,menysel triple producte del quadrat del primer pel segon, més el triple producte del primer pel quadrat del segon,menys ' 'el cub del segon terme.
{\displaystyle (a-b)^{3}=a^{3}-3a^{2}b+3ab^{2}-b^{3}\,}
Identitats de Cauchy: 
{\displaystyle (a-b)^{3}=a^{3}-b^{3}-3ab(a-b)\,}
Exemple
{\displaystyle (x-2y)^{3}=x^{3}-3(x)^{2}(2y)+3(x)(2y)^{2}-(2y)^{3}\,}
agrupant termes:
{\displaystyle (x-2y)^{3}=x^{3}-6x^{2}y+12xy^{2}-8y^{3}\,}

## Identitat d'Arganda
{\displaystyle (x^{2}+x+1)(x^{2}-x+1)=x^{4}+x^{2}+1\,}

## Identitats deGauss
{\displaystyle a^{3}+b^{3}+c^{3}-3abc=(a+b+c)(a^{2}+b^{2}+c^{2}-ab-bc-ac)\,}
{\displaystyle a^{3}+b^{3}+c^{3}-3abc={\frac {1}{2}}(a+b+c)[(a-b)^{2}+(b-c)^{2}+(a-c)^{2}]\,}

## Identitats deLegendre
{\displaystyle (a+b)^{2}+(a-b)^{2}=2(a^{2}+b^{2})\,}
{\displaystyle (a+b)^{2}-(a-b)^{2}=4ab\,}
{\displaystyle (a+b)^{4}-(a-b)^{4}=8ab(a^{2}+b^{2})\,}

## Identitats deLagrange
{\displaystyle (a^{2}+b^{2})(x^{2}+y^{2})=(ax+by)^{2}+(ay-bx)^{2}\,}
{\displaystyle (a^{2}+b^{2}+c^{2})(x^{2}+y^{2}+z^{2})=(ax+by+cz)^{2}+(ay-bx)^{2}+(az-cx)^{2}+(bz-cy)^{2}\,}

## Altres identitats
Atès que la notabilitat d'un producte és un concepte ambigu, no hi ha una llista determinant que indiqui quins productes són els que poden anomenar notables i quins altres no. Hi ha altres fórmules, que encara que menys utilitzades que les anteriors, poden en cert context ser considerades productes notables. Entre elles es destaquen:
Suma de cubs
{\displaystyle a^{3}+b^{3}=(a+b)(a^{2}-ab+b^{2})\,}
Resta de cubs
{\displaystyle a^{3}-b^{3}=(a-b)(a^{2}+ab+b^{2})\,}
És més freqüent llistar les dues fórmules anteriors com fórmules de factorització ja que els productes tenen una forma particularment simètrica però el resultat si (contrasta per exemple amb la fórmula de binomi al cub).
{\displaystyle (a+b)(a^{2}-ab+b^{2})=a^{3}+b^{3}\,}
{\displaystyle (a-b)(a^{2}+ab+b^{2})=a^{3}-b^{3}\,}
La suma i diferència de cubs es poden generalitzar com a sumes i diferències de potències n-èsimes:
Suma de potències n-èsimes
Sí i només si "n" és senar, {\displaystyle a^{n}+b^{n}=(a+b)(a^{n-1}-a^{n-2}b+a^{n-3}b^{2}-\cdots +b^{n-1})\,}
Diferència de potències n-èsimes
{\displaystyle a^{n}-b^{n}=(a-b)(a^{n-1}+a^{n-2}b+a^{n-3}b^{2}+\cdots +b^{n-1})\,}
Les fórmules de binomi al quadrat i binomi al cub es poden generalitzar amb el teorema del binomi.
Hi ha una enginyosa fórmula per representar un cub com a diferència de dos quadrats:
{\displaystyle a^{3}=\left({\frac {(a+1)a}{2}}\right)^{2}-\left({\frac {(a-1)a}{2}}\right)^{2}}